# Esves-le-Moutier
Esves-le-Moutier ist eine Gemeinde im französischen Département Indre-et-Loire in der Region Centre-Val de Loire. Sie gehört zum Arrondissement Loches und zum Kanton Descartes. Sie grenzt im Nordwesten an Ciran, im Norden an Varennes, im Nordosten an Saint-Senoch, im Südosten an Betz-le-Château und im Südwesten an Ferrière-Larçon.

## Bevölkerungsentwicklung

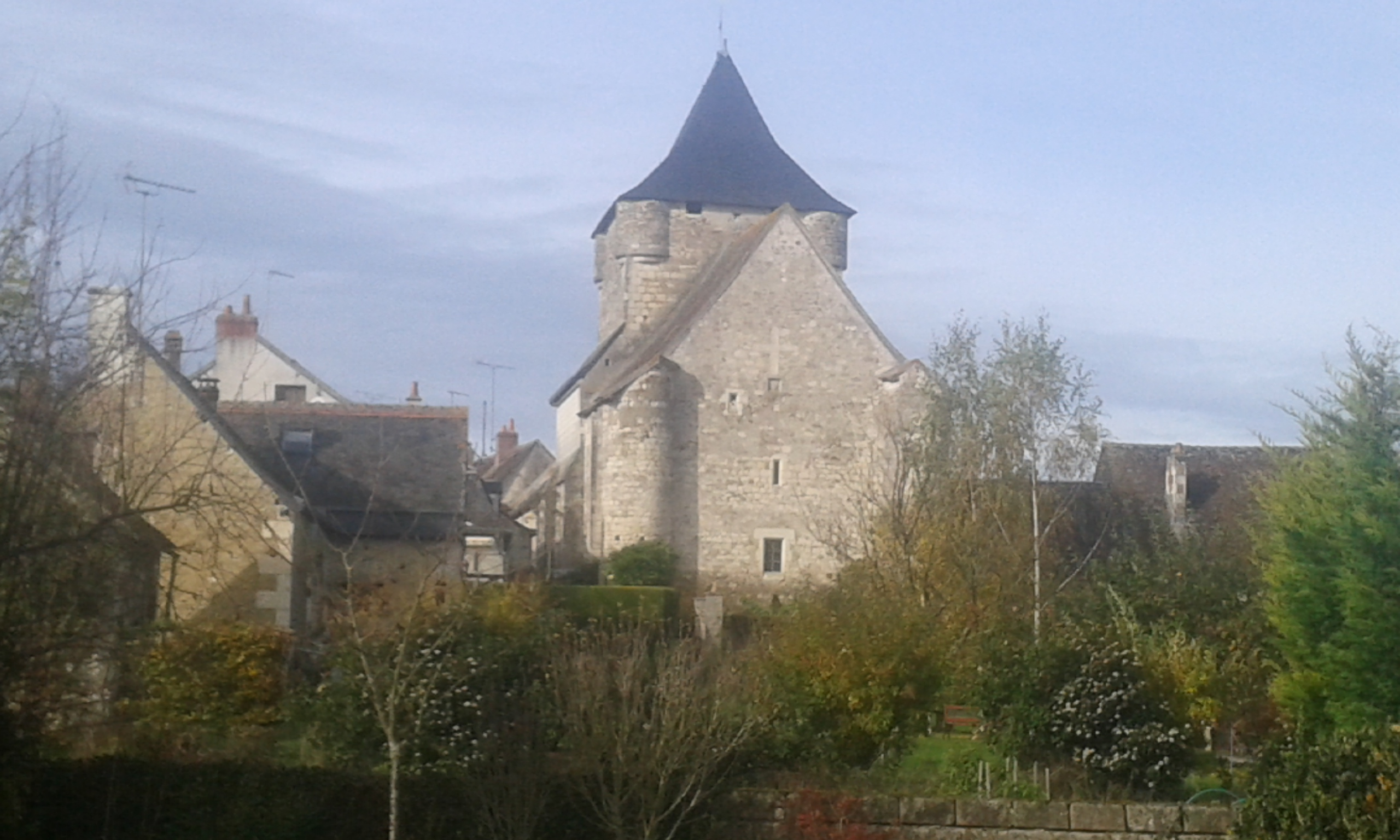
Kirche Saint-Maurice

| Jahr      | 1962 | 1968 | 1975 | 1982 | 1990 | 1999 | 2008 | 2017 |
| --------- | ---- | ---- | ---- | ---- | ---- | ---- | ---- | ---- |
| Einwohner | 254  | 214  | 176  | 161  | 156  | 164  | 142  | 144  |